# タロース (ギリシア神話)

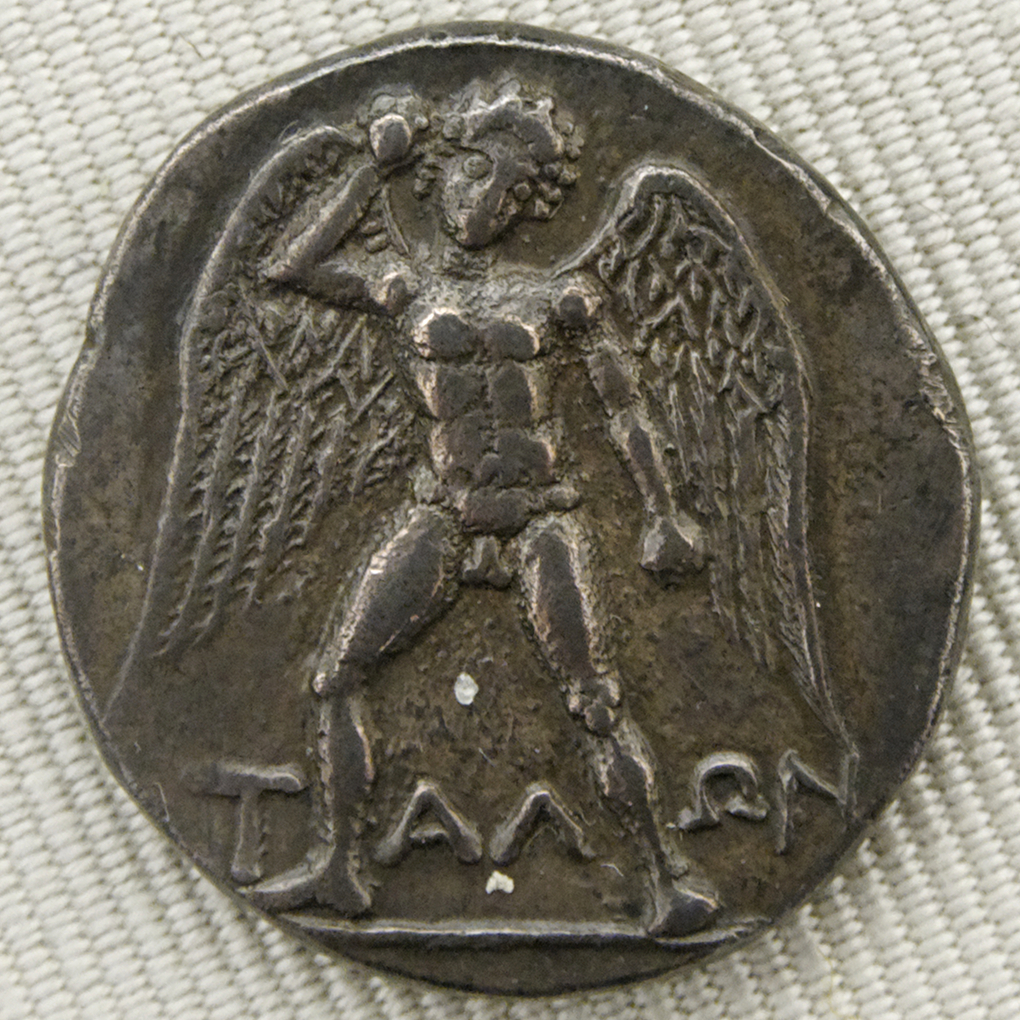
石を握る有翼のタロースを描いた、クレーテー島の2ドラクマ銀貨。

タロース（古希: Τάλως, Talōs）、またはタロス（古希: Τάλος, Talos）は、ギリシア神話に登場する、クレーテー島を守る自動人形（巨人）である。この他にもダイダロスの甥に同名の人物がいる。

## 神話

### 出自
鍛冶の神ヘーパイストスあるいはダイダロスによって作り出された青銅製の自動人形である。
あるいはマイナーな異説では、クレースの子でヘーパイストスの父、ラダマンテュスの祖父、オイノピオーンの子ともされる。
別の伝承によれば、ゼウスが現人類の前に「金の人種」、「銀の人種」、「青銅の人種」を造った際の「青銅の人種」の最後の生き残りだったともいわれる。
あるいはタロースは牡牛であったともされる。

### 経緯
ゼウスがエウローペーに与え、彼女がクレーテー島へ連れて行ったとされる（ヘーパイストスがミーノースに与えたともいう）。
タロースはクレーテー島を毎日三回走り回って守り、島に近づく船に石を投げつけて破壊し、近づく者があれば身体から高熱を発し、全身を赤く熱してから抱き付いて焼いたという。胴体にある1本の血管に神の血（イーコール）が流れており、それを止めている踵に刺さった釘ないし皮膚膜を外されると失血死してしまう。
アルゴー探険隊がクレーテー島へやってきた時、メーデイアにより呪文で眠らされている間に足の釘を抜かれて死んだ（ポイアースが矢で射抜いたともいわれる）。